# 莫迪凱·卡普兰
莫迪凯·梅纳赫姆·卡普兰 (1881年6月11日 - 1983年11月8日) 是一位美国猶太教保守派拉比、作家、教授、神学家，他与他的女婿共同创立了猶太教重建派。 莫迪凱·卡普兰生于俄罗斯帝国什文喬尼斯 。 1889年他移民至美國纽约。 